# Anastasi

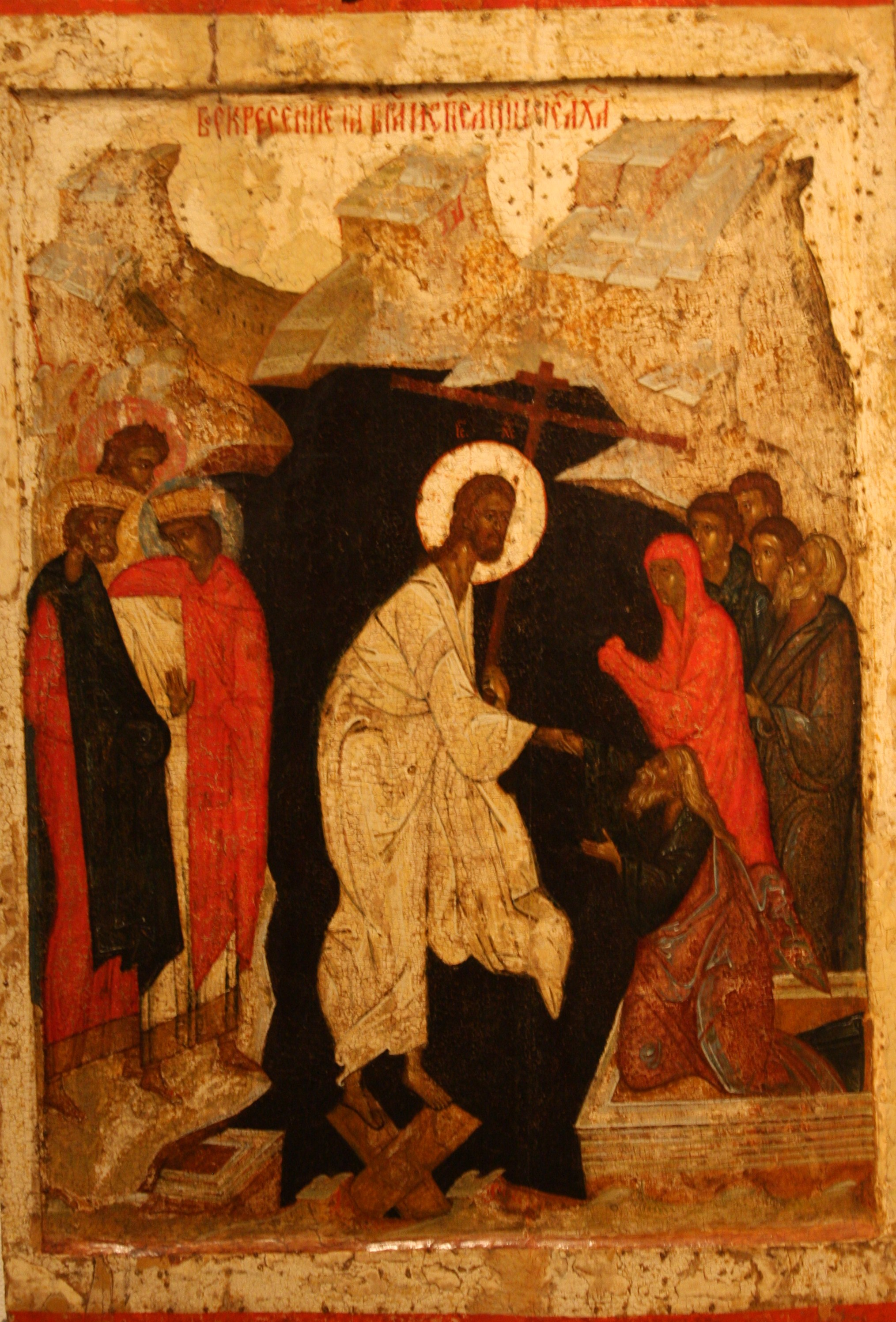
Icona con la rappresentazione dellanastasis

L'anàstasi (in greco antico ανάστασις) è un tema iconografico dell'arte bizantina, rappresentante la resurrezione di Cristo e discesa agli inferi. Questo tema è presente con frequenza nelle icone della Chiesa ortodossa.